# New Martinsville
New Martinsville è un comune degli Stati Uniti d'America, nella contea di Wetzel nello Stato della Virginia Occidentale.